# ويكيبيديا الصينية
ويكيبيديا الصينية (بالصينية: 中文維基百科) هي إصدار الصينية من موسوعة ويكيبيديا، تاريخ إطلاقها كان في أكتوبر 2002، وفي يونيو 2009 أصبح لديها أكثر من 250,000 مقالة كثامن أكبر ويكيبيديا. حالياً يبلغ عدد المقالات حوالي 1,039,000  وهي في المرتبة 15 حسب عدد المقالات.

## التاريخ
أنشئت ويكيبيديا الصينية مع 12 ويكيبيديا أخرى في مايو 2001. ومع ذلك، في البداية، لم تدعم ويكيبيديا الصينية المقاطع الصينية، ولم يكن بها محتوى موسوعي.
في أكتوبر 2002، كتبت أول صفحة باللغة الصينية، وهي الصفحة الرئيسية. في 27 أكتوبر 2002 دعمت ويكيبيديا الصينية إدخال المقاطع الصينية. وغير المجال ليكون zh.wikipedia.org، مع zh استنادًا إلى رمز المنظمة الدولية للمعايير للغة الصينية. في 17 نوفمبر 2002، قام المستخدم (Mountain) بترجمة مقالة علوم الكمبيوتر إلى الصينية، وبذلك أنشأ أول مقالة حقيقية.
من أجل استيعاب الاختلافات الإملائية بين الأحرف الصينية المبسطة والحروف الصينية التقليدية، قرر مجتمع ويكيبيديا الصينية في 2002-2003 الجمع بين النظامين. في أيامها الأولى، تُرجمت معظم المقالات الصينية من النسخة الإنجليزية.

## المجتمع

### الاجتماعات
عقد مجتمع ويكيبيديا الصينية أول اجتماع في بكين في 25 يوليو 2004. ومنذ ذلك الحين، عقدت ويكيبيديا الصينية العديد من الاجتماعات في بكين وشانغهاي وداليان وشنيانغ وقوانغدونغ وهونغ كونغ وتايوان. حاليا، يعقد اجتماع منتظم مرة واحدة كل أسبوعين في شنغهاي وتايبيه وهونغ كونغ، ومرة واحدة كل شهر في تاينان، تايوان. في يوليو 2006، عقد الويكيبيديون التايوانيون أيضًا "لقاء متنقلًا"، حيث سافروا بالقطار عبر أربع مدن تايوانية على مدار يومين. في أغسطس 2006، استضافت هونغ كونغ المؤتمر السنوي الأول لويكيميديا الصينية.

### اضطهاد الدولة للمتطوعين
يمكن أن يواجه متطوعو ويكيبيديا الصينية الذين يقومون بتحرير المواضيع التي تعتبرها سلطات الدولة مثيرة للجدل للمضايقات والاضطهاد، مثل احتجاجات هونج كونج.

## التحويل التلقائي بين المقاطع الصينية التقليدية والمبسطة
بدأت ويكيبيديا الصينية في 2005 في توفير آلية لتحويل المقاطع المختلفة والمفردات تلقائيًا إلى تفضيلات المستخدم:
| الاسم                                                       | الاسم الصيني                         | رمز المنظمة الدولية للمعايير |
| ----------------------------------------------------------- | ------------------------------------ | ---------------------------- |
| المبسطة                                                     | 简体                                 | zh-Hans                      |
| التقليدية                                                   | 繁體                                 | zh-Hant                      |
| المبسطة والمصطلحات الصينية الرئيسية                         | 大陆简体                             | zh-CN                        |
| التقليدية والمصطلحات التايوانية                             | 臺灣正體                             | zh-TW                        |
| المبسطة والمصطلحات السنغافورية (وحتى منتصف 2018، الماليزية) | 新加坡简体 (马新简体 حتى منتصف 2018) | zh-SG                        |
| المبسطة والمصطلحات الماليزية المبسطة (أضيفت في منتصف 2018)  | 大马简体                             | zh-MY                        |
| التقليدية ومصطلحات هونغ كونغ                                | 香港繁體                             | zh-HK                        |
| التقليدية ومصطلحات ماكاو                                    | 澳門繁體                             | zh-MO                        |

## الحجب
اعتمدت جمهورية الصين الشعبية ومزودي خدمات الإنترنت في البر الرئيسى للصين ممارسة حجب مواقع الإنترنت المثيرة للجدل، وقد حظرت مواقع ويكيميديا على الأقل ثلاث مرات في تاريخها. [18]

### المرة الأولى
استمرت المرة الأولى من 2 إلى 21 يونيو 2004. حيث حظرت الحكومة الصينية الوصول إلى ويكيبيديا الصينية في الذكرى الخامسة عشرة لاحتجاجات ميدان تيانانمين عام 1989.
من المحتمل أن يكون الحجب مرتبطًا بذكرى الاحتجاجات، في 31 مايو نشر مقال في أخبار IDG، يناقش معاملة ويكيبيديا الصينية للاحتجاجات. تحتوي ويكيبيديا الصينية أيضًا على مقالات متعلقة باستقلال تايوان، كتبها مساهمون من تايوان وأماكن أخرى. بعد أيام قليلة من الحظر الأولي لـويكيبيديا الصينية، حظرت جميع مواقع مؤسسة ويكيميديا في الصين القارية. رفع الحظر عن مواقع ويكيميديا بين 17 و21 يونيو 2004. بعد شهر واحد، عُقد أول اجتماع لمنسقي ويكيبيديا الصينية في بكين في 25 يوليو 2004. ليؤدي ذلك إلى عدم تطور الموسوعة بشكل ملحوظ ثم رفع الحجب فيما بعد.

### المرة الثانية
استمر الحظر الثاني والأقل خطورة بين 23 و 27 سبتمبر 2004. خلال فترة الأربعة أيام هذه، كان الوصول إلى ويكيبيديا غير منتظم أو غير متاح لبعض المستخدمين في الصين القارية - لم يكن هذا الحظر شامل ولم يتأثر بعض المستخدمين في الصين القارية. سبب الحظر غير معروف. أعد مجتمع ويكيبيديا الصينية رسالة إلى مزودي خدمة الإنترنت الإقليميين، ولكن رفع الحظر قبل إرسال الرسالة، لسبب غير معروف.

### المرة الثالثة
بدأ الحظر الثالث في 19 أكتوبر 2005، ولم يكن هناك ما يشير إلى ما إذا كان هذا الحظر مؤقت أو دائم، أو ما هي أسباب الحظر. أفاد العشرات من المحررين من جميع أنحاء الصين القارية أنه لا يمكنهم الوصول إلى ويكيبيديا إلا باستخدام خوادم بروكسي، لم يكن معظم الصينيين قادرين على الاتصال بالموقع على الإطلاق.
خلال شهري أكتوبر ونوفمبر 2006، جاءت العديد من التقارير المتضاربة من الصحف الإخبارية والمدونين والويكيبيديين، والتي أبلغت عن إلغاء حظر جزئي أو كامل لـويكيبيديا. أشارت بعض التقارير إلى إلغاء حظر كامل؛ ومع ذلك اقترح آخرون أن ويكيبيديا الصينية حظرت بينما لم تحظر الإصدارات الأخرى. اعتبارًا من 17 نوفمبر فصاعدًا، حظرت ويكيبيديا الصينية مرة أخرى.
في 15 يونيو 2007، رفعت الصين الحظر عن العديد من المقالات. في 30 أغسطس 2007، رفع الحظر بالكامل، ولكن بعد ذلك في 31 أغسطس 2007 حُظرت جميع نسخ ويكيبيديا. ثم حظرت مرة أخرى في 26 يناير 2008، ورفع الحظر مرة أخرى 2 أبريل 2008.
في 3 يوليو 2008 ، رفعت الحكومة الحظر المفروض على الوصول إلى ويكيبيديا الصينية. ومع ذلك، لا يزال يتعذر الوصول إلى بعض الأجزاء. في 31 يوليو 2008، ذكرت بي بي سي أن الحظر رفع في ذلك اليوم في الصين. جاء ذلك في سياق وصول الصحفيين الأجانب إلى بكين لتغطية الألعاب الأولمبية المقبلة، وألغي حظر مواقع مثل النسخة الصينية من بي بي سي عقب محادثات بين اللجنة الأولمبية الدولية ومنظمي الألعاب الصينيين.

### المرة الرابعة
في 19 مايو 2015، حظرت ويكيبيديا الصينية.

### المرة الخامسة
في 23 أبريل 2019، حظرت جميع إصدارات ويكيبيديا في الصين.

## الإحصائيات
| عدد المستخدمين المسجلين | عدد المستخدمين النشيطين | عدد المقالات | صفحات المحتوى | عدد التعديلات | عدد الملفات المرفوعة | عدد الإداريين |
| ----------------------- | ----------------------- | ------------ | ------------- | ------------- | -------------------- | ------------- |
| 3٬771٬068               | 17٬105                  | 1٬490٬828    | 8٬105٬466     | 88٬102٬200    | 68٬754               | 62            |

## المعرض

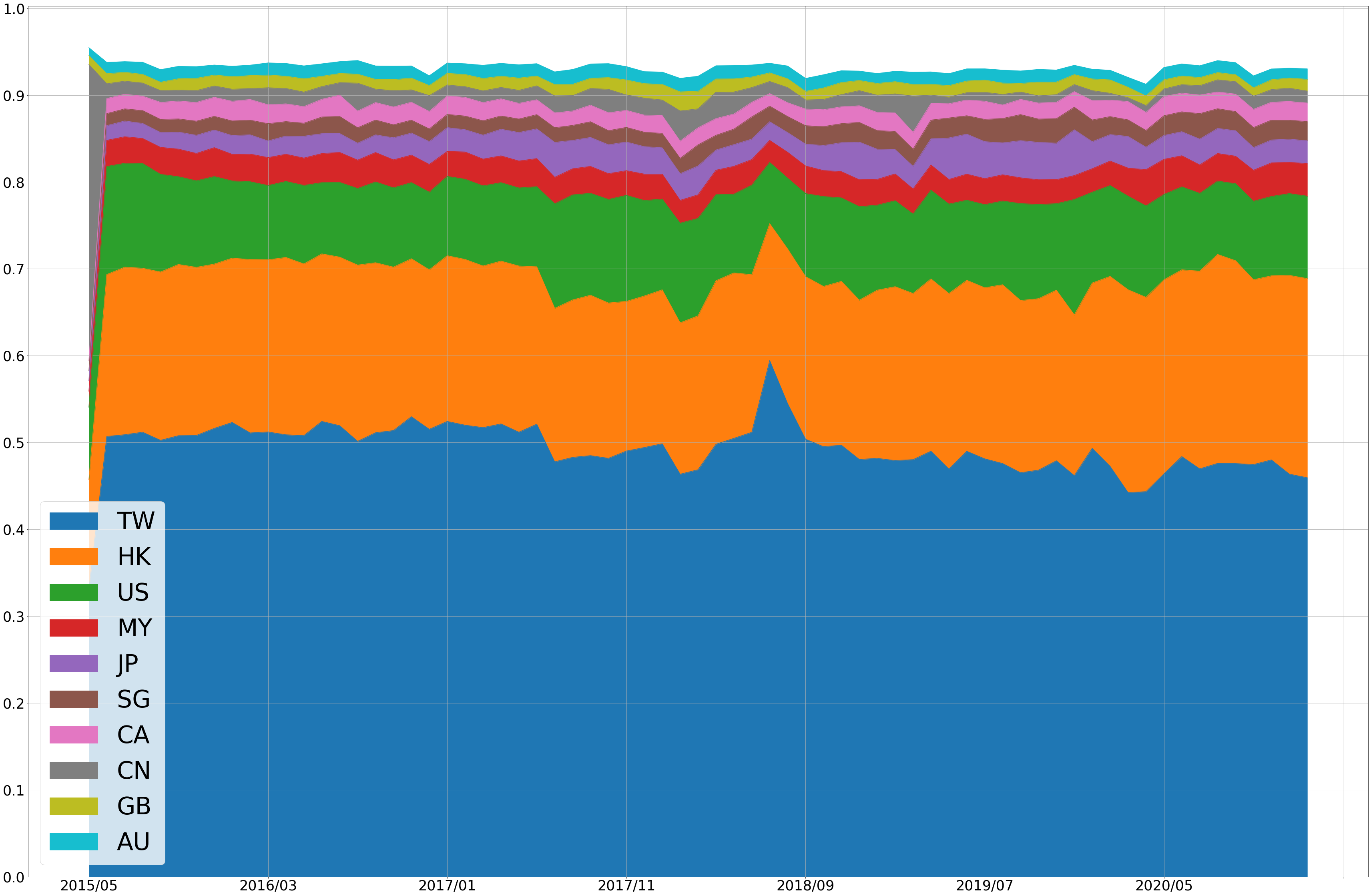
بلد المشاهدين على ويكيبيديا الصينية.
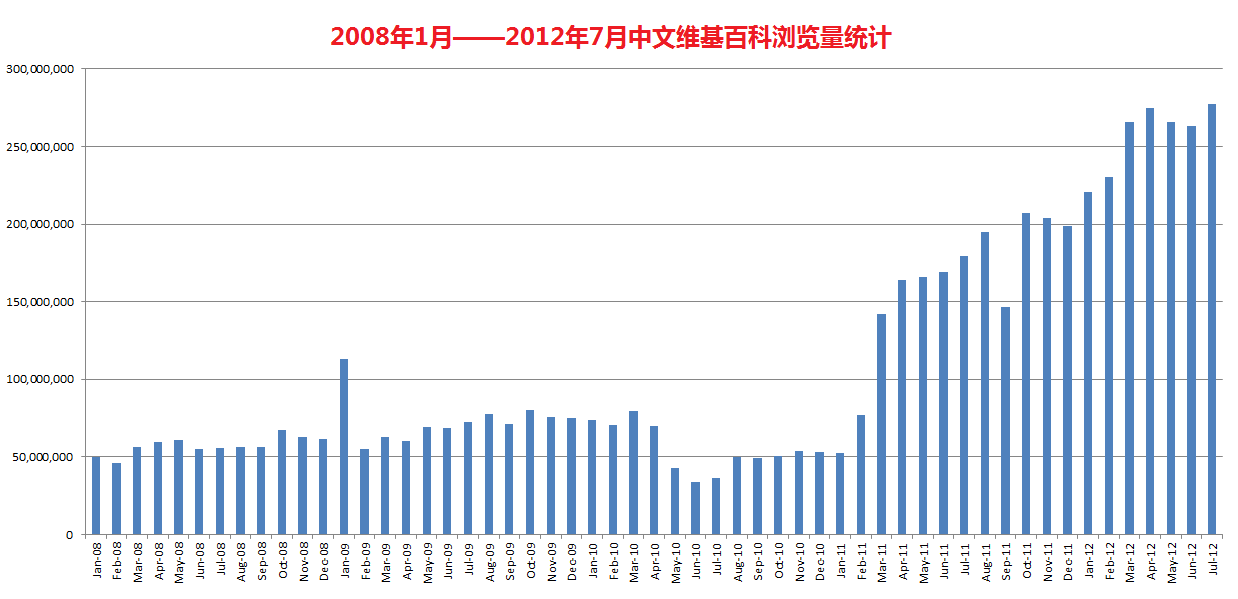
إحصائيات ويكيبيديا الصينية اعتبارًا من يوليو 2012.
تظهر البلدان التي تعد فيها ويكيبيديا الصينية هي النسخة اللغوية الأكثر شيوعًا من ويكيبيديا باللون الأخضر الفاتح.